# Friedrich Weygand
Friedrich Weygand (* 1. Oktober 1911 in Eichelsdorf; † 18. September 1969 in München) war ein deutscher Chemiker und Hochschullehrer.

## Leben und Werk
Weygand studierte ab 1930 an der Universität Frankfurt, fertigte seine Dissertation bei Richard Johann Kuhn am Kaiser-Wilhelm-Institut (KWI) für medizinische Forschung in Heidelberg an und wurde damit 1936 in Frankfurt promoviert. Danach war er bis 1943 Assistent von Kuhn in Heidelberg. 1938/39 war er zu einem Forschungsaufenthalt in Oxford bei Robert Robinson. Zur Zeit des Nationalsozialismus trat er 1933 der SA und 1941 der NSDAP bei. 1940 habilitierte er sich und wurde Privatdozent. Ab 1943 war er außerordentlicher Professor für organische Chemie an der Universität Straßburg. Nach dem Krieg war er zunächst anderthalb Jahre in den USA interniert, ab 1946 Assistent an der Universität Heidelberg und ab 1953 außerordentlicher Professor an der Universität Tübingen. 1955 wurde er ordentlicher Professor an der Technischen Hochschule Berlin und 1958 ordentlicher Professor für Organische Chemie an der Technischen Universität München.
Weygand beschäftigte sich bei Kuhn mit Flavin-Derivaten, mit der Bildung von Osazonen, N-Glycosiden und der Amadori-Umlagerung. Nach dem Krieg wandte er sich der Biochemie zu und studierte mit radioaktiven Isotopen den Purin- und Pyrimidin-Stoffwechsel in Bakterien. Er führte Fluor-Aminosäuren in die Peptidchemie ein (Weygand Test auf Racemisierung) und die Massenspektrometrie in die Sequenzanalyse von Peptiden. Von ihm stammt der p-Methoxybenzyloxycarbonyl-Rest als Schutzgruppe in der Peptidsynthese. Bekannt ist er auch für die Weygand-Aldehyd-Synthese von aromatischen Aldehyden durch Reduktion von Carbonsäure-N-methylanilid mit Lithiumalanat. Der Weygand-Löwenfeld-Abbau (1950) von Zucker-Oximen mit 2,4-Dinitrofluorbenzen ist nach ihm und Rudolf Löwenfeld benannt.
Er nahm professionellen Gesangsunterricht. Er war Mitglied der Bayerischen Akademie der Wissenschaften und der Leopoldina. 1961 erhielt er die Emil-Fischer-Medaille.